# Haşim Kılıç
Haşim Kılıç (n. Çiçekdağı, 13 de março de 1950) é um juiz superior que atualmente (2011) é presidente do Tribunal Constitucional da Turquia, cargo que ocupa desde 22 de outubro de 2007.

## Biografia
Kılıç nasceu na aldeia de Hacı Hasanlı do distrito de Çiçekdağ, na província de Kırşehir, na Anatólia Central. Frequentou o ensino secundário em Yozgat e em 1968 ingressou na Academia de Economia e Comércio de Esquixequir, onde se diplomou em 1972, Entre 1974 e 1985 foi auditor financeiro no "Tribunal de Auditores", um órgão judicial de instância superior cuja existência está inscrita na constituição. Foi eleito membro do corpo diretivo desse tribunal, cargo que ocupou durante cinco anos.
A 7 de dezembro de 1990 foi nomeado juiz do Tribunal Constitucional por Turgut Özal, então presidente da república. Antes de ser presidente daquele órgão, foi vice-presidente, posição para que foi eleito por duas vezes, ambas a 7 de dezembro, a primeira em 1999 e a segunda em 2003.
Haşim Kılıç é casado com Gönül Kılıç com quem tem quatro filhos.